# Telepinu (król)
Telepinu, Telipinus – król hetycki w okresie około 1525–1500 p.n.e. Rozpoczął proces stabilizacji wewnętrznej państwa wprowadzając przepis stanowiący, że każdy kto zabije członka rodziny królewskiej podlegać będzie wyrokowi zgromadzenia możnych (pankus). Przepis ten dotyczył również samego króla. Dodatkowo wprowadził zasadę dziedziczności tronu: dziedziczył najstarszy syn, w dalszej kolejności młodszy, a dalej mężowie córek. Po ustabilizowaniu sytuacji wewnętrznej Telipinu podjął ekspansję w kierunku górnego Eufratu i zawarł układ z królem Cylicji Isputahsu.
Nieznane są okoliczności jego śmierci, jednakże jego następcą, ze względu na brak męskich potomków, został mąż jego najstarszej córki Harapsili – Alluwamna.